# Eucort

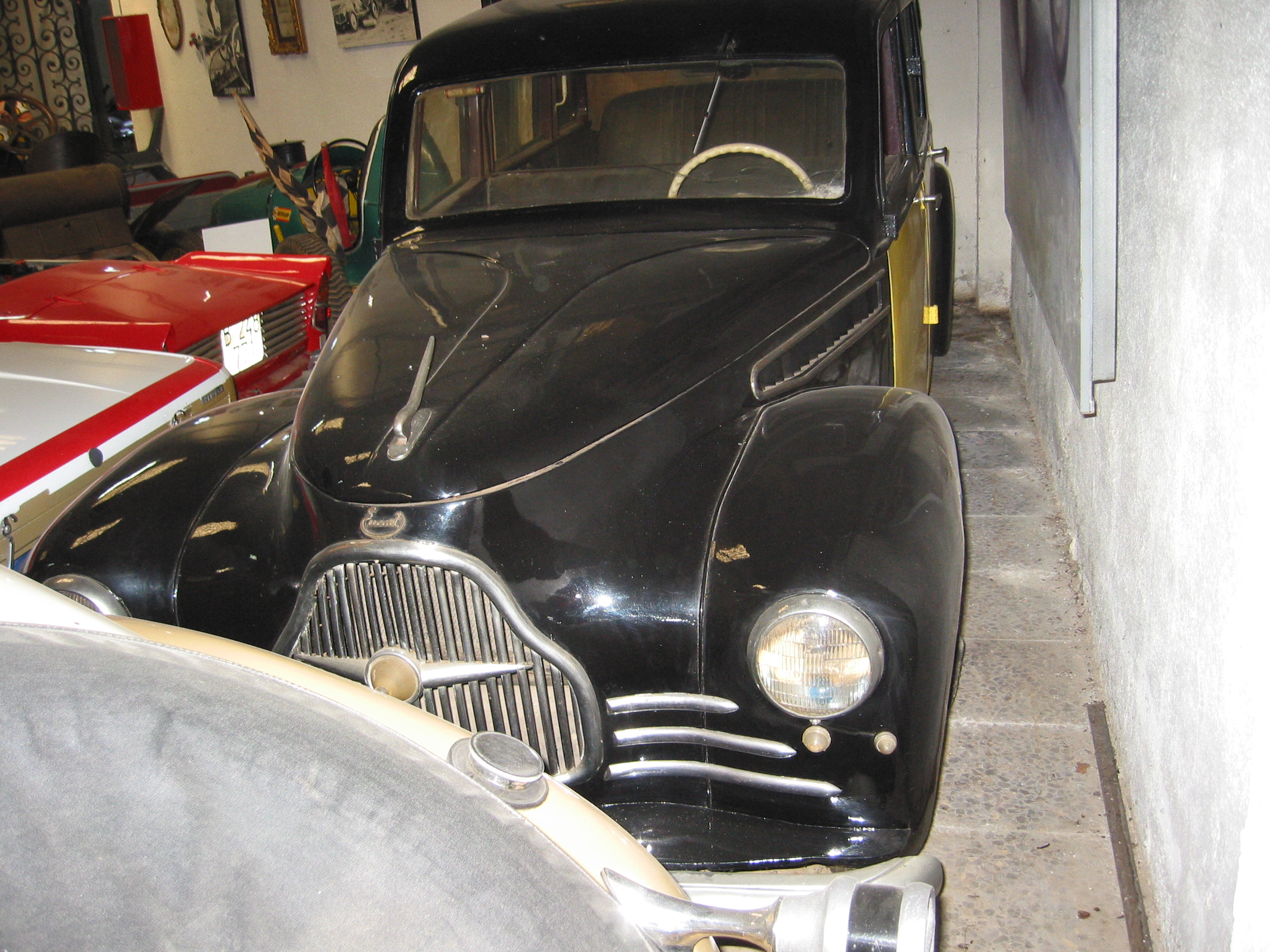
Eucort de 1950

Eucort (Eusebio Cortés SA) fue un fabricante español de automóviles con sede en Barcelona, fundado en 1945, y que perduró hasta 1953.
En un intento de crear un «coche popular», el primer Eucort se basaba en un diseño de DKW de preguerra. Monta un motor de dos tiempos de 764 cm³ y dos cilindros. La inspiración de DKW también fue evidente en el diseño de tracción delantera. El coche estaba disponible como un sedán de cuatro puertas de estilo convencional, y como ranchera de tres puertas.
El último modelo nuevo fue el Victoria de 1950. Las características técnicas de este vehículo eran:
- Motor: tres cilindros en línea, 76×76 mm; 1034 c.c.; compresión, 5,91:1 ; 31 HP, a 3900 r. p. m.; potencia específica, 29,5 caballos litro; motor a dos tiempos; engrase a mezcla; un carburador; depurador de aire; orden de encendido, 1-3-2; instalación eléctrica, 12 voltios; batería, 56 amperes; refrigeración por agua (bomba).
- Transmisión: tracción delantera; embrague a discos múltiples a baño de aceite; caja normal a tres velocidades, segunda y tercera sincronizadas; palanca de mando bajo el volante; transmisión por cadena; relación de desmultiplicación, 5,5:1.
- Relaciones de desmultiplicación: primera, 17,5:1; segunda, 9,4 : 1; tercera, 5,5:1.
- Chasis: largueros caja y atravesados; suspensión delantera a ruedas independientes; palanca triangular en trapecio y resorte a láminas transversales; suspensión trasera a semiejes oscilantes y resortes a lámina vehículo; amortiguador hidráulico delantero y trasero; freno a pie mecánico; freno a mano mecánico sobre rueda trasera; contenido depósito de gasolina, 30 litros; neumáticos, 5,35-16″; distancia entre ejes, 265 cm; vía delantera y trasera, 125 cm; longitud , 405 cm; anchura, 149 cm; altura, 149 cm; diámetro de giro, 11 metros.
- Funcionamiento: consumo de gasolina, alrededor 10 litros a los 100 km; velocidad máxima, 95 km por hora.[2]

En 1951, cuando la empresa dejó de producir vehículos, había fabricado ya 1500 Eucorts, incluyendo versiones para taxis y cabriolet. El negocio posteriormente entró en liquidación.
Un vehículo de esta marca se puede ver en el museo del automóvil Collecció d'Automòbils de Salvador Claret en Sils, provincia de Gerona.